# Io confesso (film)
Io confesso (I Confess) è un film del 1953 diretto da Alfred Hitchcock.
Fu presentato in concorso al 6º Festival di Cannes.

## Trama
Padre Michael Logan è un devoto presbitero di una chiesa di Québec, in Canada. Per accudire la chiesa e la canonica, padre Logan assume Otto Keller e sua moglie Alma, due immigrati tedeschi con problemi economici. Keller, che lavora anche come giardiniere part-time per alcune famiglie della città, una notte chiede a padre Logan di potersi confessare. Nel confessionale racconta di essere andato a rubare a casa di una persona a cui curava il giardino, un ricco avvocato di nome Villette, e di averlo ucciso dopo che questi, avendolo scoperto, voleva chiamare la polizia.
Data la segretezza di quanto ha appreso in confessione, padre Logan non può comunicare alla polizia quello che ha saputo del crimine. La polizia interroga due ragazzine, che dicono di aver visto un uomo uscire dalla casa dell'assassinato indossando una tonaca. Questo episodio viene colto al volo da parte di Otto, che ne approfitta per orientare i sospetti su padre Logan, il quale non possiede un alibi per l'omicidio, e d'altra parte non può fare il nome del vero assassino.
Nel corso delle indagini viene appurato che Logan, prima di prendere i voti, frequentava una ragazza, Ruth, che lo ama ancora, pur essendo ora sposata ad un altro uomo (un influente politico). In un'analessi viene mostrato come Logan avesse smesso di scrivere a Ruth appena andato in guerra. Una volta tornato in patria, i due riprendono a frequentarsi e un giorno finiscono su un'isola nel corso di una tempesta, venendo costretti a rifugiarsi in un gazebo. La mattina seguente vengono scoperti da Villette, che riconosce Ruth, che durante la guerra si era sposata, all'insaputa di Logan. Quest'ultimo la abbandona senza volerla più vedere, mentre Ruth comincia a venire ricattata da Villette.
La donna, per scagionare Logan e fornirgli un alibi, racconta alla polizia come aveva voluto incontrarsi con Logan la notte dell'omicidio, per chiedergli un consiglio su cosa fare per evitare il ricatto, ma gli orari descritti dalla donna non corrispondono esattamente all'ora dell'omicidio, fornendo invece un possibile movente. La polizia ritiene quindi che Padre Logan abbia ucciso Villette per proteggere Ruth e se stesso, e che ci sia una relazione scandalosa tra i due. La situazione è resa ancor peggiore da Otto Keller, che mente per potersi liberare dei sospetti e per fare in modo che padre Logan venga condannato al posto suo. Padre Logan è sempre più vicino all'essere condannato a morte per un crimine che non ha commesso, ma la giuria lo dichiara sommessamente "non colpevole"; la sua reputazione di prete è però rovinata, e per questo la gente della città si riunisce all'esterno dell'aula del tribunale per coprirlo di ingiurie.
La moglie di Otto non riesce a reggere alla situazione e inizia a gridare che il prelato è innocente. Otto afferra allora una pistola, spara alla moglie per zittirla e si dà alla fuga, ma viene raggiunto e bloccato dalla polizia nella grande sala da ballo del Château Frontenac. Il detective che si occupa della storia non riesce a far dichiarare alcunché a padre Logan, ma ormai è certo che Otto sia il vero assassino di Villette. Dopo che il poliziotto gli chiede una ammissione della sua colpa, Otto sospetta che padre Logan abbia violato il segreto della confessione; quindi ammette l'omicidio ma cerca di sparare anche a padre Logan, che si stava avvicinando a lui per farlo ragionare. A questo punto, Otto viene ferito a morte da un tiratore scelto della polizia. Poco prima di morire, chiede a padre Logan di perdonarlo, e riceve da lui l'assoluzione.

## Produzione

### Soggetto
Il soggetto fu tratto da un "brutto" dramma teatrale di Paul Anthelme, pseudonimo di Paul Bourde, Nos Deux Consciences, risalente al 1902.. Hitchcock era rimasto tuttavia affascinato dal tema proposto, l'inviolabilità del segreto della confessione, e fin dagli anni trenta, quando aveva scoperto questo dramma, coltivava il progetto di farne un film.

### Sceneggiatura
Louis Verneuil, sceneggiatore-agente aveva acquistato i diritti dell'opera da un nipote dello scrittore per 15.000 dollari nel 1947 e ne aveva tratto una sceneggiatura di un centinaio di pagine.
Trasferì questi diritti e i manoscritti ad Hitchcock, che insieme alla moglie Alma scrisse un secondo trattamento nel 1948.
Successivamente furono affidati la sceneggiatura a William Archibald, la cui versione teatrale del Giro di vite di Henry James nel 1950 a New York era stata un successo, e i dialoghi a George Tabori, autore teatrale, di cui Alfred ed Alma avevano apprezzato l'opera Flight to Egypt.
Era ancora una volta essenziale una meticolosa sceneggiatura: «Quando comincio a girare, per me il film è già finito, tanto che preferirei non doverlo girare affatto»

### Riprese
Il film fu iniziato il 21 agosto 1952 per le riprese esterne a Québec, dove Hitchcock e sua moglie Alma si erano recati all'inizio di marzo dello stesso anno per scegliere i luoghi più adatti: il sontuoso hotel Chateau Frontenac, l'edificio del Parlamento, il Palazzo di Giustizia, il battello Lévis, i docks a Wolfe's Cove, le vie strette e in pendenza della città vecchia e le chiese Saint Jean-Batiste e Saint Zéphirin. Nei mesi successivi, settembre e ottobre, furono girati gli interni negli studi cinematografici di Hollywood.
Alcune location, come la chiesa di Saint Zéphirin (nel film Saint Marie), furono successivamente utilizzate ne Il confessionale, film del 1995, ambientato, in parte, nel periodo di Io confesso.

### Cast

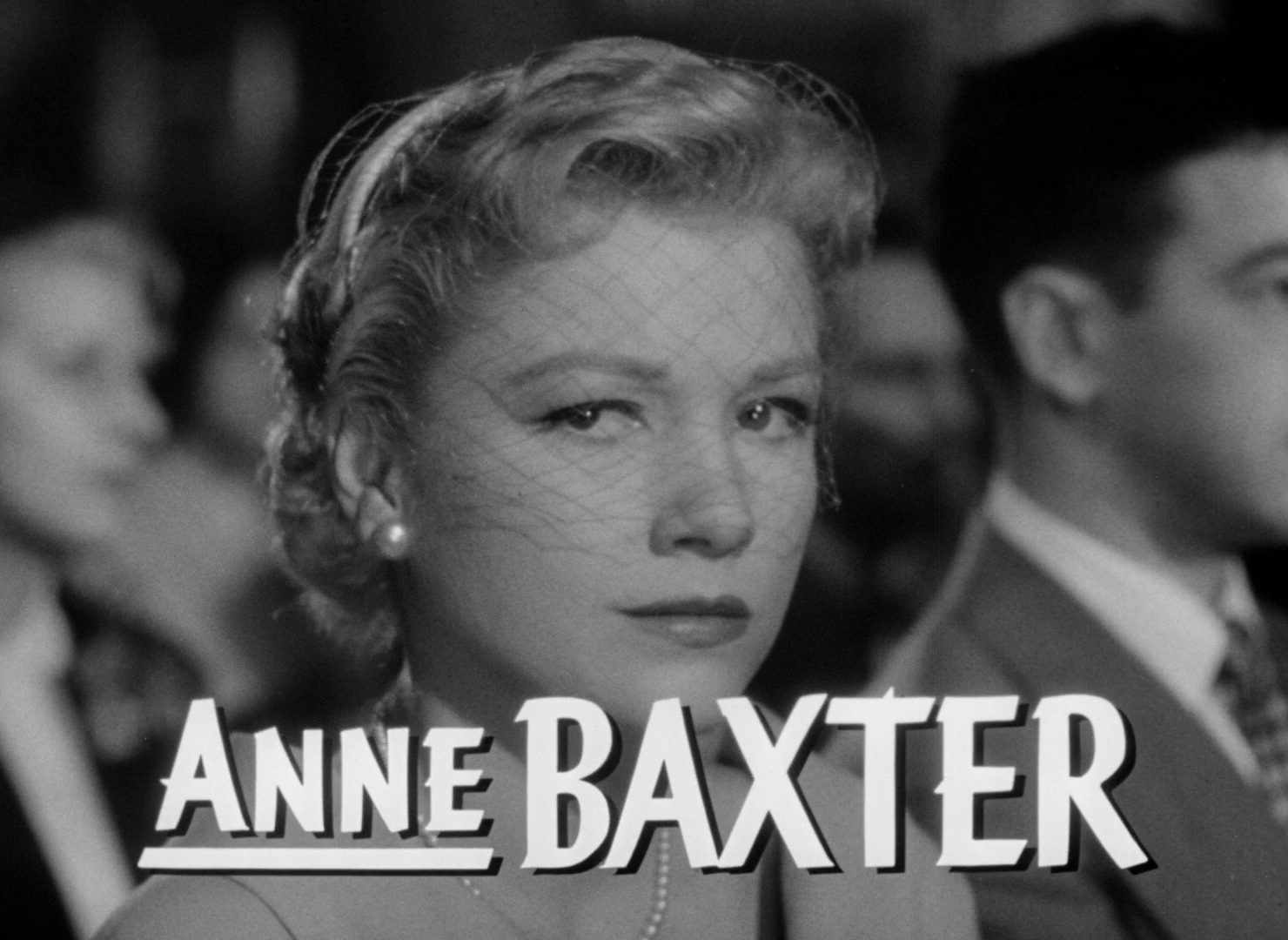
Anne Baxter nel trailer del film

Come attrice protagonista, Hitchcock aveva inizialmente scelto la svedese Anita Björk, che giunse in Canada con l'amante ed il figlio illegittimo, ma la Warner Bros., appena uscita dalla tempesta mediatica causata dalla relazione clandestina tra Roberto Rossellini e Ingrid Bergman, impose invece Anne Baxter.
Per il protagonista maschile, padre Logan, fu ingaggiato Montgomery Clift, tra i più popolari attori cinematografici di quel periodo, bello e ricco di talento. La collaborazione con l'attore però non fu del tutto facile per il carattere tormentato e introverso dell'uomo, ma il regista ottenne da lui un ottimo risultato interpretativo, tale da "infondere al personaggio con possente efficacia il tormento della sua anima, rendendo il dilemma comprensibile in termini umani e non semplicemente come puzzle teologico". (John Russell Taylor, op.cit., p. 273).

### Prima
La prima si ebbe il 28 febbraio 1953.

## Accoglienza
Il film fu un insuccesso commerciale e accolse tiepide recensioni.

### La critica
- L'aguzzo coltello della regia di Hitchcock si spunta più e più volte in una pesante, equivoca situazione.[6]
- L'intensità "a fuoco lento" del film, la sua atmosfera carica di condanna sono molto più facili da recepire oggi che allora; e il film dà l'impressione di essere più che altro un nuovo esempio di anticipazione sui tempi.[7]
- In effetti, non bisognava girarlo. (Alfred Hitchcock)[2]
- Io confesso è un film eccentrico.[8]

Il regista stesso puntò il dito su due elementi di debolezza del film:
- l'assenza di tratti ironici che alleggerissero la serietà della materia trattata
- un'incomprensione di fondo con lo spettatore, cui non fu estranea la sua rigida educazione presso i gesuiti. Il rifiuto di padre Logan di riferire quanto appreso in confessionale, sino a rischiare la condanna a morte, risultava incomprensibile ed assurdo per un pubblico non-cattolico.[2]

### Tematiche
Uno dei rari insuccessi nella filmografia del regista. Non per superficialità di approccio: il film sviluppa temi e tecniche del precedente L'altro uomo, acclamato film di Hitchcock. In ambedue i film, i protagonisti sono accusati ingiustamente di omicidi per i quali avevano un movente e che sono stati, invece, commessi da persone a loro vicine.

### Tecnica cinematografica
Illuminazione, inquadratura, montaggio di Io confesso riprendono, purificandola, la tecnica di L'altro uomo. (nel libro intervista di François Truffaut ad Alfred Hitchcock, per illustrare tale contiguità, vengono citate le frecce direzionali che introducono il film, conducendo lo spettatore sul luogo in cui è appena avvenuto il crimine).
Nelle scene più belle, Hitchcock trae profitto da una raffinata combinazione della ripresa continuata con gli effetti di montaggio. Nella scena in cui padre Logan incontra il sagrestano in chiesa poco prima dell'arresto, un movimento di macchina accompagna il prete mentre attraversa la navata e si dirige verso l'altare dove Keller sta sistemando i fiori. Primo piano del sagrestano che lo guarda di sfuggita, con aria interrogativa. Attacco sul movimento e controcampo. Nuova carrellata sui due uomini che si dirigono in sagrestia. Altri primi piani che intercettano sguardi che raccontano di uno la paura, il sarcasmo, il panico, dell'altro la fierezza, la durezza, la determinazione.

### Simbologia
La chiave della simbologia non è data da enti geometrici, ma da un tema figurativo più familiare: la Via Crucis . Quando padre Logan lascia la parrocchia, vagando per le strade della città, viene “tentato” dal fuggire da quella situazione (guarda infatti un abito sartoriale in una vetrina). Sempre durante il peregrinare; la telecamera inquadra il sacerdote da dietro un monumento sacro, la statua raffigurante il Cristo mentre porta la croce e viene spintonato dai soldati romani. Sequenza del tribunale: padre Logan è assolto dalla giuria ma la folla lo condanna. In mezzo alle urla, tra i volti ostili della gente, con dignità e coraggio, solo, scende la scalinata del Palazzo di Giustizia, come il Cristo che porta la croce. Poi, giunto ai piedi della scalinata, tra la calca e gli spintoni, come Cristo, cade rompendo con il gomito il finestrino di un'automobile.
Tutto il film è attraversato dalla tematica dell'occhio, che è anche il simbolo dell'occhio di Dio: gli occhi dell'ispettore mentre osserva in strada l'incontro tra il prete e la donna; gli occhi trasparenti del sacrestano; gli occhi chiusi del prete quando scappa dalla parrocchia e non sa cosa fare, combattuto fra l'obbligo del segreto sacramentale e la conoscenza dell'identità dell'omicida. Ed ancora, gli occhi innamorati di Ruth, gli occhi morti della moglie di Otto, gli occhi accusatori della folla ostile.

### Tono
Il film manca di ironia, fu lo stesso Hitchcock a sottolinearlo e ritenerlo una ragione dell'insuccesso.
Fa eccezione il ritratto del procuratore: la prima volta che appare, gioca a tenere in equilibrio una forchetta e un coltello su un bicchiere; la seconda volta è coricato per terra e tiene in equilibrio un bicchiere d'acqua sulla fronte. Secondo François Truffaut il regista mostra come per questo personaggio la giustizia non sia che un gioco mondano, un gioco da salotto.

### Cameo
Il regista, che appare in un cameo in quasi tutti i suoi film hollywoodiani, si vede nei primi fotogrammi, mentre attraversa la parte alta di una scalinata.